# Esparron (Var)
Esparron ist eine französische Gemeinde mit 370 Einwohnern (Stand 1. Januar 2022) im Département Var in der Region Provence-Alpes-Côte d’Azur. Sie gehört zum Arrondissement Brignoles und zum Kanton Saint-Maximin-la-Sainte-Baume. Die Einwohner nennen sich Esparronnais oder Esparronnaises.
Die Nachbargemeinden sind La Verdière und Ginasservis im Norden, Saint-Martin-de-Pallières im Osten, Ollières und Seillons-Source-d’Argens im Süden sowie Artigues im Westen. 

## Bevölkerungsentwicklung
| Jahr      | 1962 | 1968 | 1975 | 1982 | 1990 | 1999 | 2008 | 2011 |
| --------- | ---- | ---- | ---- | ---- | ---- | ---- | ---- | ---- |
| Einwohner | 205  | 204  | 159  | 192  | 175  | 183  | 283  | 334  |